# Ferdinando Terruzzi
Ferdinando Terruzzi (Sesto San Giovanni, 17 febbraio 1924 – Sarteano, 9 aprile 2014) è stato un pistard italiano, specialista della velocità.

## Carriera
Vinse la sua prima gara all'età di quattro anni e fu Campione italiano di velocità allievi nel 1942.
Nel 1948 vinse la medaglia d'oro nella velocità tandem ai Giochi olimpici di Londra, in coppia con Renato Perona.
Gareggiò a livello professionistico dal 1949 al 1965. Disputò 149 sei giorni ottenendo 25 vittorie, tra cui quelle di Milano, Parigi, Berlino, Barcellona, New York, Buenos Aires e Melbourne, 39 secondi posti e 19 terzi posti. Grazie a questi risultati si guadagnò il soprannome di "Re della Sei giorni". Fu campione d'Europa nell'Americana di 100 km nel 1955 e nel 1958.
Corse in coppia coi nomi più famosi del ciclismo mondiale quali Coppi, Anquetil, Magni, Maspes, Darrigade. Dopo il ritiro si è trasferito a vivere a Sarteano, in provincia di Siena.

## Palmarès
- 1942 (dilettanti)

Campionato italiano, Velocità
- 1948 (dilettanti)

Giochi olimpici, Tandem (con Renato Perona)
- 1949

Sei giorni di Berlino (con Severino Rigoni)
- 1950

Sei giorni di New York (con Severino Rigoni)
- 1951

Sei giorni di Münster #1 (con Severino Rigoni)
Sei giorni di Münster #2 (con Severino Rigoni)
- 1953

Sei giorni di Barcellona (con Miguel Poblet)
Sei giorni di Dortmund (con Lucien Gillen)
Sei giorni di Saint-Étienne (con Lucien Gillen)
Sei giorni di Copenaghen (con Lucien Gillen)
- 1954

Sei giorni di Copenaghen (con Lucien Gillen)
- 1955

Sei giorni di Gand (con Lucien Gillen)
Sei giorni di Berlino (con Lucien Gillen)
Gran Premio Philco
- 1956

Sei giorni di Gand (con Reginald Arnold)
- 1957

Campionato europeo, Americana (con Reginald Arnold)
Grand Prix des Oeuvres Sociales, Derny
Sei giorni di Anversa (con Reginald Arnold)
Sei giorni di Dortmund (con Reginald Arnold)
Sei giorni di Parigi (con Jacques Anquetil e André Darrigade)
- 1958

Sei giorni di Parigi (con Jacques Anquetil e André Darrigade)
- 1959

Sei giorni di Aarhus (con Knud Lynge)
Sei giorni di New York (con Leandro Faggin)
- 1960

Sei giorni di Buenos Aires (con Enzo Sacchi)
- 1961

Circuito di Robbio Lomellina
Sei giorni di Essen (con Reginald Arnold)
Sei giorni di Milano (con Reginald Arnold)
- 1963

Sei giorni di Milano (con Peter Post)
Sei giorni di Montréal (con Mino De Rossi)
- 1964

Sei giorni di Melbourne (con Leandro Faggin)